# Dead Ringer
Dead Ringer är ett musikalbum av Meat Loaf, utgivet 1981 som det andra av tre Meat Loaf-album som är helt skrivna av Jim Steinman.
Efter succén med Bat Out of Hell tappade Meat Loaf rösten, bland annat på grund av ett alltför intensivt turnerande, och kunde inte spela in den uppföljare som Jim Steinman skrivit åt honom. Jim valde att spela in albumet, Bad for Good själv och skriva ett nytt album åt Meat, Dead Ringer. Det kom ut bara några månader efter Bad for Good och blev något mer framgångsrikt, framförallt i Storbritannien där det nådde förstaplatsen på albumlistan. Jim Steinman gjorde också monologen "Nocturnal Pleasure" på albumet, men hade ingenting med produktionen att göra.
Singeln "Dead Ringer for Love", en duett med Cher, blev en mindre hit. "I'm Gonna Love Her For Both of Us", "Read 'Em and Weep" och "Peel Out" släpptes också som singlar.

## Låtlista
Alla låtar skrivna av Jim Steinman.
Sida 1
1. "Peel Out" – 6:30
2. "I'm Gonna Love Her For Both of Us" – 7:09
3. "More Than You Deserve" – 7:02

Sida 2
1. "I'll Kill You If You Don't Come Back" – 6:24
2. "Read 'Em and Weep" – 5:25
3. "Nocturnal Pleasure" – 0:38
4. "Dead Ringer for Love" – 4:21
5. "Everything Is Permitted" – 4:41

## Medverkande
- Meat Loaf – sång
- Cher – sång på "Dead Ringer for Love"
- Davey Johnstone – gitarrer
- Mick Ronson – gitarrer
- Joe DeAngelis – gitarrer
- Steve Buslowe – basgitarr
- Roy Bittan – piano, keyboard
- Nicky Hopkins - piano, keyboard
- Jim Steinman – keyboard, tal på "Nocturnal Pleasure"
- Larry Fast – synthesizer
- Max Weinberg – trummor
- Liberty DeVitto – trummor
- Jimmy Maelen – percussion
- Alan Rubin – horn
- Lou Marini – horn
- Louis Del Gatto – horn
- Tom "Bones" Malone – horn
- Leslie Loaf – kvinnlig röst på "Peel Out"
- Rory Dodd – sång
- Ted Neeley – sång
- Allan Nicholls – sång
- Eric Troyer – sång
- Rhonda Coullet – sång

Produktion
- Jim Steinman, Jimmy Iovine, Meat Loaf, Stephan Galfas – musikproducent
- Shelly Yakus – ljudtekniker
- Bob Clearmountain, Stephan Galfas – ljudmix
- Bob Ludwig – mastering
- Cindy Brown – omslagsdesign
- Berni Wrightson – omslagskonst
- John Comerford III – foto